# Mýto (Hořice na Šumavě)
Mýto (německy Mauthstadt) je malá vesnice, část obce Hořice na Šumavě v okrese Český Krumlov. Nachází se asi 1,5 km na severozápad od Hořic na Šumavě. Je zde evidováno 29 adres.
Mýto leží v katastrálním území Mýto u Hořic na Šumavě o rozloze 7,06 km².

## Historie
První písemná zmínka o vesnici pochází z roku 1272. Vybíralo se zde mýto na staré obchodní cestě. Od poloviny 19. století bylo Mýto samostatnou obcí.  Součástí bývalé obce Mýto byly osady Hostínov, Skalné (něm. Pinketschlag) a Záhliní (něm. Eisengrub), které zanikly po 2. světové válce. V roce 1921 zde stálo 46 domů a žilo zde 335 obyvatel, z toho 332 obyvatel bylo německé národnosti. V letech 1938 až 1945 bylo Mýto v důsledku uzavření Mnichovské dohody přičleněno, pod názvem Mauthstadt, k nacistickému Německu. Od roku 1961 již není Mýto uváděno jako samostatná obec, ale jako část obce Hořice na Šumavě.